# 香港仔水塘道
香港仔水塘道（英語：Aberdeen Reservoir Road），是香港的一條道路，斜度達到1:5，連接香港島灣仔峽及南區的香港仔，沿路途經香港仔郊野公園、香港仔水塘及石排灣，其中在郊野公園的一段禁止一般車輛通行。
香港仔水塘道在灣仔峽連接金馬麟山道，南面則連接香港仔大道。

## 記事
2024年11月-2026年 香港仔水塘道休憩處花園翻新設施工程

## 歷史

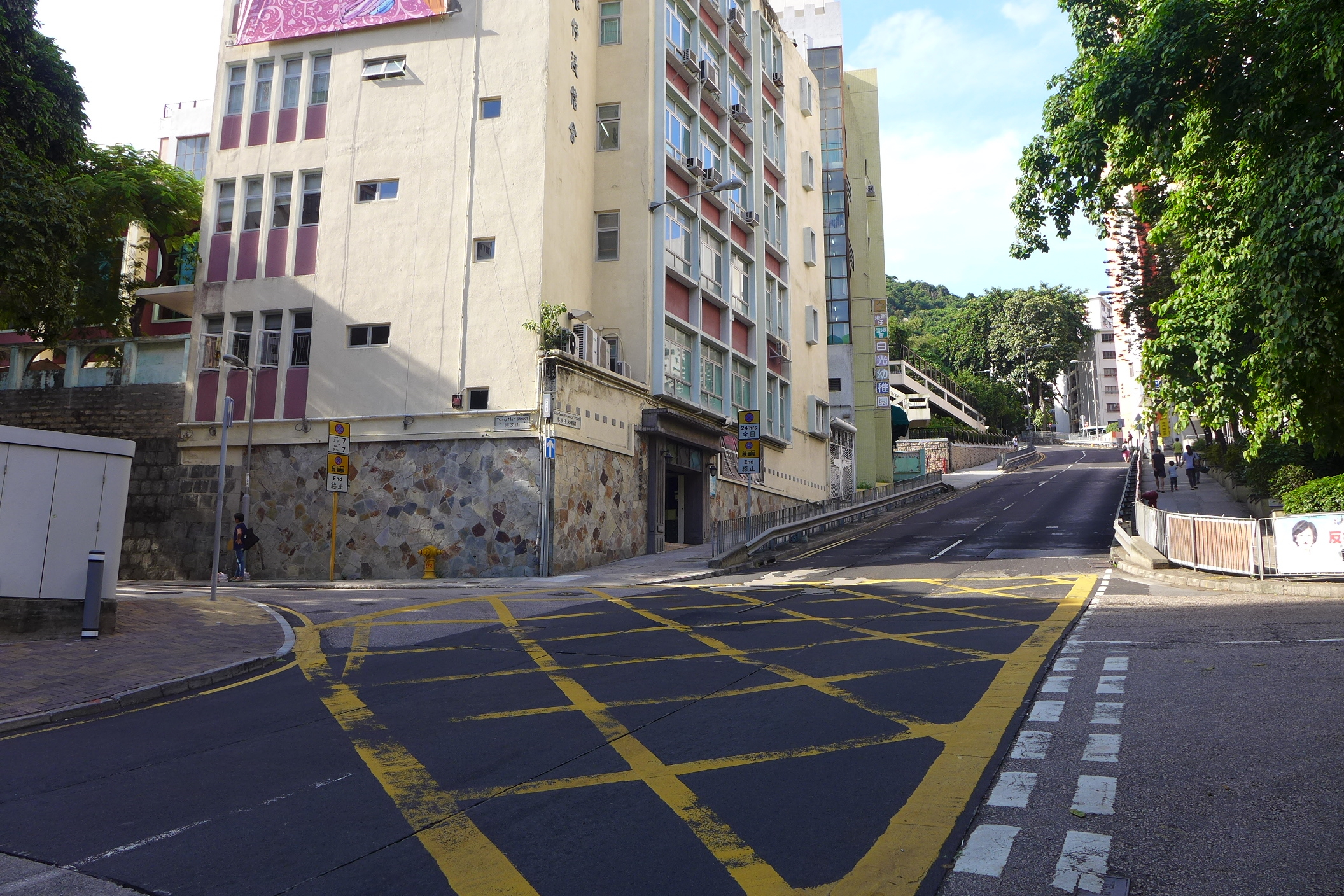
香港仔水塘道與崇文街的交界（2015年）

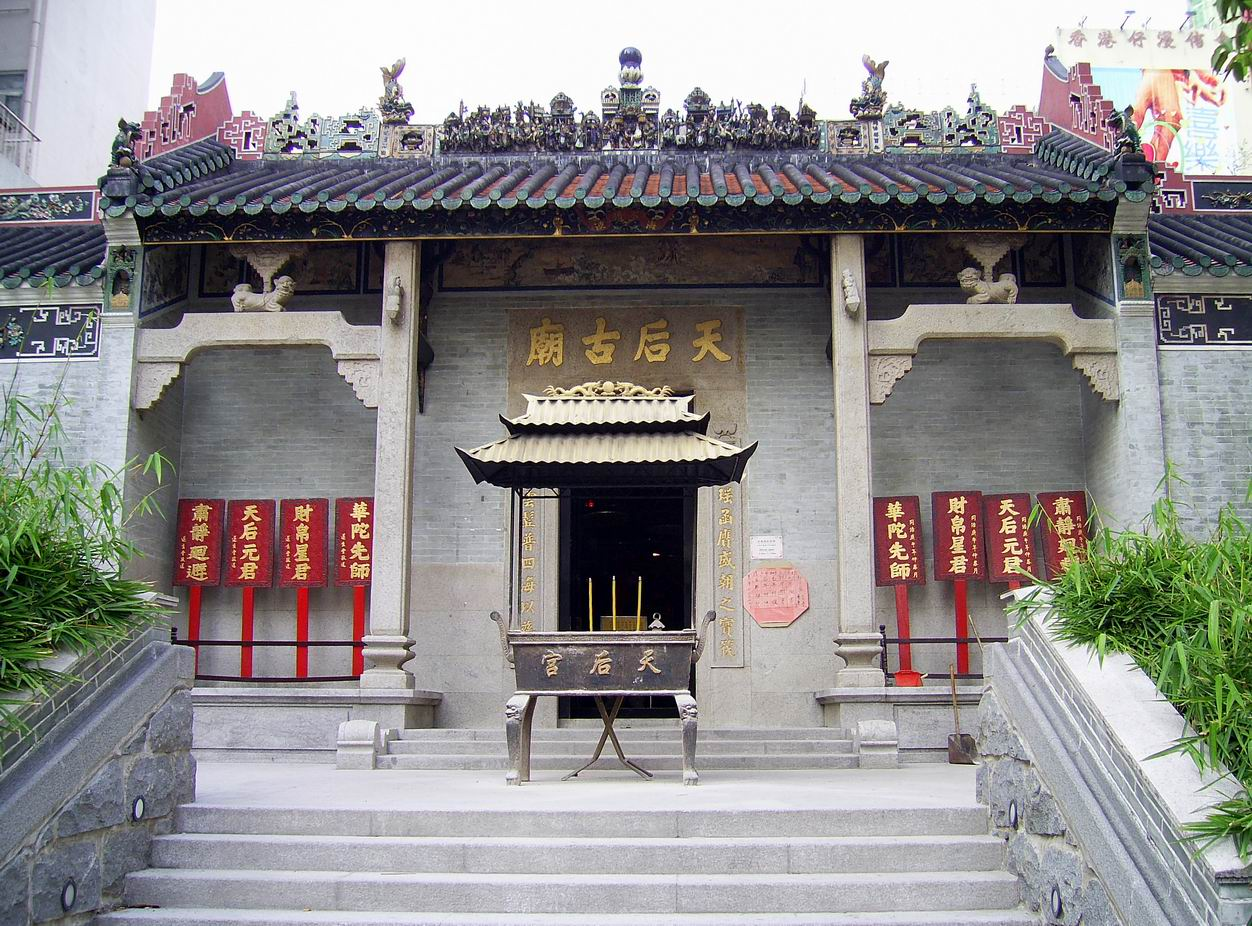
位於道路南端的石排灣天后廟現被列為香港二級歷史建築

香港仔水塘道於1920年代建成，配合香港仔水塘的啟用，但當時道路的中文名稱是音譯為「押巴甸水塘道」，直至1984年3月9日當局才刊憲改為現稱。

## 沿路著名地點
- 灣仔峽道遊樂場
- 香港仔郊野公園
- 香港仔濾水廠
- 漁光村
- 石排灣邨
- 漁暉苑
- 香港仔浸信會白光幼稚園
- 香港仔浸信會堂
- 香港仔賽馬會診療所
- 石排灣天后廟

## 交匯道路
- 洛陽街
- 香港仔大道
- 漁暉道
- 崇文街
- 貝璐道
- 漁光道